# Pies górski z Estrela
Pies górski z Estrela (oryginalna nazwa cão da Serra da Estrela) – rasa psa zaliczana do grupy molosów w typie górskim, wyhodowana w górach Serra da Estrela (Portugalia) do zaganiania zwierząt gospodarskich. Nie podlega próbom pracy.

## Rys historyczny
Cão da Serra da Estrela to jedna z najstarszych ras Półwyspu Iberyjskiego a wraz z cão de Castro Laboreiro oraz rafeiro do Alentejo, należy do portugalskich psów pasterskich. Debiut wystawowy tej rasy odbył się w Lizbonie w 1908 roku. Pierwszy wzorzec rasy opracował w 1922 roku doktor Correa. W 1933 roku został podany oficjalny wzorzec estreli przez profesora Marque. Od 1959 roku jest rasą uznaną przez FCI. 
Popularność rasy spadała w związku ze zmianą stylu życia mieszkańców Portugalii na bardziej miejski. Stąd w latach trzydziestych rząd Portugalii rozpoczął popularyzację ras narodowych będących dziedzictwem kulturowym kraju. Rasa przeżyła swój renesans po rewolucji w 1974 roku. Wzrost przestępczości skłonił ludzi do nabywania psów stróżujących i obronnych. Najlepiej nadawały się do tego rodzime rasy.

## Klasyfikacja FCI
W klasyfikacji FCI rasa ta została zaliczona do grupy II – Pinczery, sznaucery, molosy i szwajcarskie psy do bydła, sekcja 2.2 – Molosy typu górskiego.

## Użytkowość
Psy tej rasy, zarówno dziś jak i w dawniejszych czasach, pełnią funkcje jako psy stróżujące i psy obronne. Wykorzystywane są także w służbie wojskowej.

## Zachowanie i charakter
Cão da Serra da Estrela jest samodzielny w pracy, odporny na trudne warunki pogodowo-terenowe. Pojętny, nieufny, wręcz agresywny wobec obcych. Nie jest psem łatwym do ułożenia, podobnie jak większość psów, które musiały w naturalnych warunkach same zadbać o swoją egzystencję. Jeżeli od wczesnego okresu szczenięctwa nie jest poddawany odpowiedniej tresurze i socjalizacji, może być niebezpieczny dla opiekunów. Psy wyhodowane na Wyspach Brytyjskich są spokojniejsze od ich portugalskich krewniaków.

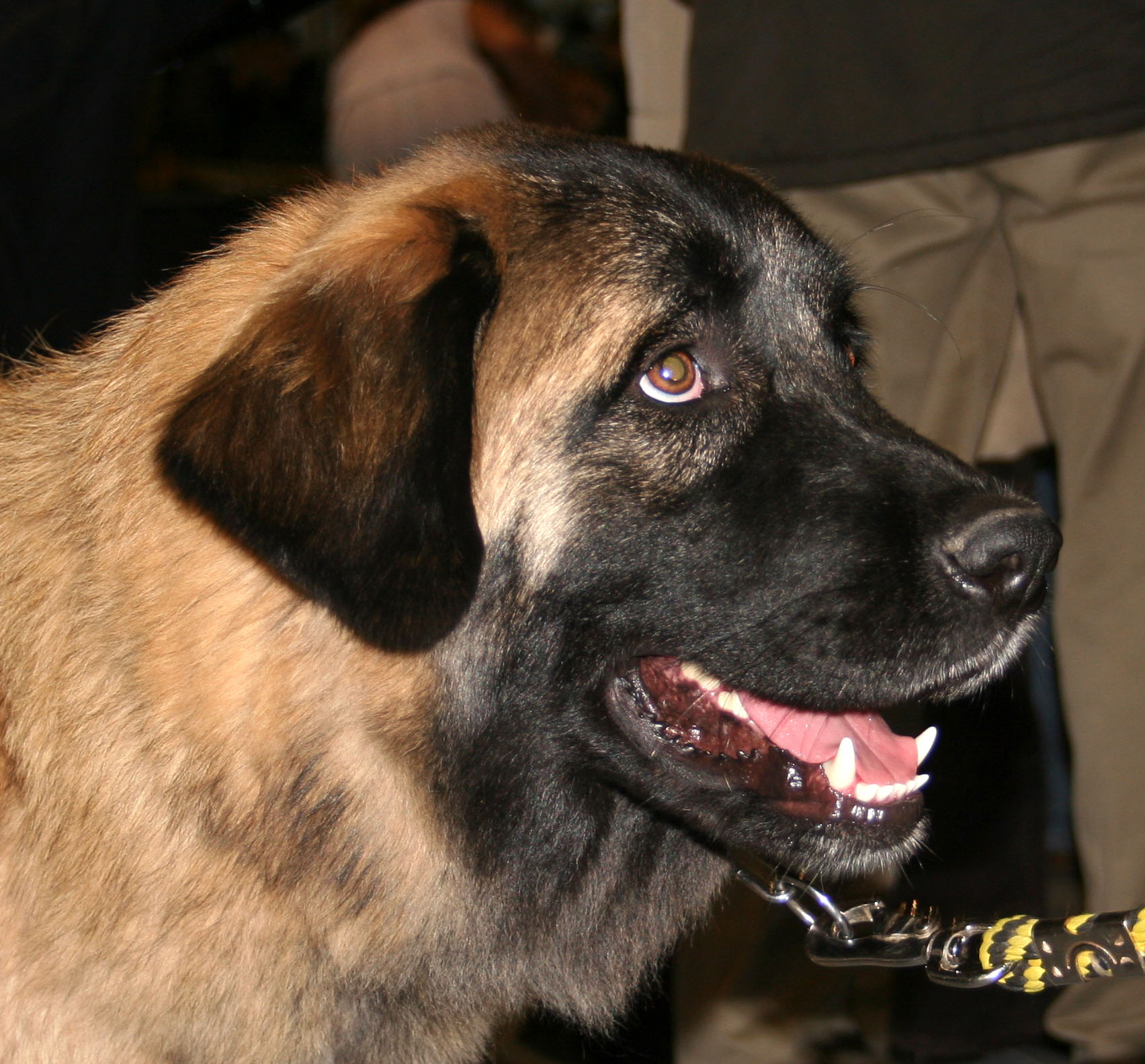
Czarna kufa była cechą pożądaną przez pasterzy z Serra da Estrela u tych psów pasterskich

## Wygląd
Jest to duży, proporcjonalnie zbudowany pies, wyglądem przypominający leonbergera. Ma mocny kościec i dobrze rozwiniętą muskulaturę. Kłąb powinien być wyraźnie zaznaczony i przechodzić w silny, szeroki grzbiet, którego linia może łagodnie opadać w kierunku zadu. Dobrze kątowane kończyny zapewniają energiczny ruch. Ogon: długi, w spoczynku sięga do stawu skokowego, gruby, szablasto wygięty, średnio wysoko osadzony, obficie owłosiony. W ruchu głowa i ogon są noszone nisko.
Głowa: duża, o wydłużonych kształtach, przełom czołowy łagodnie zaznaczony. Oczy owalne, średniej wielkości, dobrze rozwarte, o spokojnym i inteligentnym wyrazie, preferowany kolor ciemnego bursztynu. Uszy średniej wielkości, niezbyt wysoko osadzone, trójkątne. 

### Szata i umaszczenie
Szata jest obfita, o gęstym podszerstku i szorstkim włosie okrywowym w dwóch odmianach, stąd wyróżnia się:
- cão da Serra da Estrela a pelo comprido – czyli odmiana ostrowłosa (twardowłosa) posiadająca obfity podszerstek
- cão da Serra da Estrela a pelo lizo – czyli odmiana długowłosa

Włos jest gruby, prosty lub lekko sfalowany, szczególnie obfity w okolicy szyi (kryza u samców) i na portkach, ogonie. Umaszczenie może być płowe, wilczaste, pręgowane lub żółte, z maską czarną lub błękitną, jednolite lub z białymi znaczeniami. Obfite linienie występuje raz w roku.

## Zdrowie i pielęgnacja
Oczekiwana długość życia cão da Serra da Estrela wynosi 11–13 lat. Istnieje ryzyko zachorowania na dysplazję stawów biodrowych.

## Popularność
W Polsce rasa skrajnie nieliczna, cieszy się sporą popularnością w Wielkiej Brytanii.